# دوخوو
دوخوو (به لهستانی:  Duchów) یک روستا در لهستان است که در گمینا دوبره (استان ماسوویان) واقع شده‌است.